# Izabella Teixeira
Izabella Mônica Vieira Teixeira (Brasilia, 9 de octubre de 1961) es una exministra del Medio Ambiente de Brasil. Desempeñó el cargo de 2010 a 2016, durante los gobiernos de Luiz Inácio Lula Da Silva y Dilma Rousseff. 

## Carrera
Obtuvo una licenciatura en Biología en la Universidad de Brasilia en 1988. Tiene una maestría y un doctorado en Planeamiento Energético de la Universidad Federal de Río de Janeiro.
De 1984 a 1985 trabajó como asesora técnica de la Secretaría Especial del Medio Ambiente y del Consejo Nacional del Medio Ambiente. Cumplió funciones de coordinación en el Ministerio de Vivienda, Desarrollo Urbano y Medio Ambiente entre 1986 y 1989. Ingresó como funcionaria de carrera en el IBAMA en 1984 y allí ejerció cargos de dirección.
Ocupó la dirección ejecutiva y la realización de programas y de proyectos ambientales de cooperación internacional, como: PPG-7, PNMA, PDBG, PMACI, entre otros. Es profesora de MBA, y de cursos ambientales en diferentes Universidades: UFRJ, Escuela politécnica de Río de Janeiro, y es especialista en Evaluación ambiental estratégica (EAE). Fue subsecretaria de la Secretaría de ambiente del Estado de Río de Janeiro, desde 2007 hasta 2008, y secretaria ejecutiva del MMA (Ministerio del Medio Ambiente) desde 2008 hasta 2010.
En su primer período como Ministra de Ambiente, en el segundo periodo presidencial de Lula, en 2010, se destacó por haber efectuado los mayores gastos en viajes de todos los ministros del Gobierno Federal, habiendo recibido sólo en viáticos: R$ 65.000 en los 50 días en que estuvo viajando por el exterior, contabilizado en el período entre abril y octubre. Y al final de 2010, Izabella Mônica ya había recibido R$ 73.000 para costear sus viajes internacionales.
El 16 de diciembre de 2010, fue anunciado que permanecería ocupando el mismo cargo en el Ministerio de Ambiente, en el gobierno de Dilma Rousseff a partir de 2011, contrariando al Área de Política ambiental del Partido de los Trabajadores 
, las organizaciones de la sociedad civil y el propio cuerpo técnico del MMA, que argumentaban sobre la importancia de escoger a un Ministro de Ambiente con significancia política, que pudiese equilibrar la preponderante vertiente desarrollista del nuevo gobierno. La invitación a permanecer en el cargo se debió principalmente a su inexpresividad política, y a la presión del exministro Carlos Minc para mantener su influencia en el Gobierno Federal, y una combinación de agresividad con los movimientos sociales y con la subordinación de algunos sectores industriales, especialmente en el sector petrolero, con la que la ministra mantiene estrechos vínculos. Su lema de gestión ha sido la flexibilización del licenciamiento ambiental, y la clemencia en la adopción de normas por el Consejo Nacional de Ambiente. Izabella Teixeira ya exoneró a dos presidentes del IBAMA que no aprobaban licencias ambientales estratégicas con la velocidad y flexibilidad exigidas por ella: Roberto Messias Franco, el 6 de abril de 2010, y a Abelardo Bayma, el 12 de enero de 2011.
Ha realizado una exposición en la XVI Conferencia sobre Cambio Climático, en Cancún.